# 심리 이기주의
심리적 이기주의(心理的 利己主義, 영어: psychological egoism)는 인간의 모든 행위는 자신의 이익에 따라 행해지는 것이라고 주장하는 이론이다. 심리 이기주의에 따르면 겉보기에는 이타적으로 보이는 행위일지라도 그 동기를 철저히 분석한다면 사실상 이기적인 행동임이 드러난다.

## 논증
토마스 홉스(Thomas Hobbes)는 이타적으로 보이는 행동에 대해 다음과 같은 이유로 이기적인 행동이라고 주장하였다.
- 자선의 행위는 남을 도움으로써 자신에게 남을 도울 수 있는 여유가 있음을 과시하고 희열을 느끼려는 것이다.
- 타인의 불행에 대해 느끼는 연민은 타인의 재앙을 통해 자신의 미래의 재앙을 직접 경험하려는 것이며, 선인의 재앙에 대해서만 연민을 느끼는 이유는 자신이 선인이라고 생각하기 때문이다.

## 같이 보기
- 계몽된 자기 이익
- 포괄적합도
- 보상시스템